# Luis Brandt
Luis Brandt (* 1999) ist ein deutscher Schauspieler und Medienschaffender.

## Leben und Wirken
Seit 2011 ist er auf YouTube als Webvideoproduzent aktiv. 2015 sammelte er erste Erfahrungen als Theaterschauspieler und 2017 zog er nach Hamburg. 2018 startete er eine auch als Podcast veröffentlichte Radiosendung unter dem Titel „Brandt redet – Smalltalk im Detail!“. Von 2019 bis 2021 nahm er an Erwachsenenkursen der TASK Schauspielschule für Kinder & Jugendliche teil. Außerdem machte er von 2019 bis 2022 eine Ausbildung zum Kaufmännischen Assistenten für Medienwirtschaft und Produktion an der Beruflichen Schule für Medien und Kommunikation in Hamburg sowie das Fachabitur im Bereich Gestaltung. Es folgten Tätigkeiten als Assistent für Presse-, Öffentlichkeitsarbeit und Medienproduktion bei EUCREA e.V. und als Projektmanager bei Rising Gaze.
Seine erste Hauptrolle als Filmschauspieler hatte er in dem Kurzfilm Beben (Regie: Rudolf Fitzgerald Leonard), der zur Director’s Fortnight der Internationalen Filmfestspiele von Cannes 2022 sowie auf dem Melbourne International Film Festival und auf dem Toronto International Film Festival gezeigt wurde. Beben wurde für mehrere Filmpreise nominiert und gewann den Award for Emerging Australian Filmmaker unter den MIFF Shorts Awards 2022 sowie den Publikumspreis Kurzfilm auf dem Filmfest Schleswig-Holstein 2023. Luis Brandt war auch als Co-Autor am Drehbuch von Beben beteiligt.
Es folgten Tagesrollen in dem Spielfilm 7 Tage Stress (2022, Regie: Julian Schöneich) sowie in dem ZDF-Fernsehfilm Hallo Spencer (2023, Regie: Timo Schierhorn).
Luis Brandt benutzt einen Rollstuhl und setzt sich für mehr Inklusion und Diversität in der Filmbranche ein.

## Filmografie
- 2022: Beben (Kurzfilm, Hauptrolle und Drehbuch)
- 2022: 7 Tage Stress (Spielfilm, Tagesrolle)
- 2024: Hallo Spencer – Der Film (Fernsehfilm)